# 21526 Mirano
21526 Mirano este un asteroid din centura principală de asteroizi.

## Descriere
21526 Mirano este un asteroid din centura principală de asteroizi. A fost descoperit pe 30 iunie 1998 la observatorul astronomic din Farra d'Isonzo. Asteroidul prezintă o orbită caracterizată de o semiaxă mare de 2,60 ua, o excentricitate de 0,34 și o înclinație de 15,3° în raport cu ecliptica.